# Jackson Yee
Jackson Yee (chinês tradicional: 易烊千璽, chinês simplificado: 易烊千玺, pinyin: Yì Yángqiānxǐ; nascido em 28 de novembro de 2000) é um ator e dançarino chinês que também atua como artista solo e cantor. Sua música "Li Sao (O Lamento)" em 2017 foi nomeada "Canção Mandarim do Ano" pela Billboard Radio China. Tem papéis principais em The Longest Day in Chang'an (2019) e Forward (2019). Yee foi descoberto por um gerente de talentos em uma competição de talentos infantis, onde ele realizou uma dança hip-hop e assinou com a TF Entertainment [zh]. É um dos maiores astros pop da China e é membro da banda TFBoys.
Ganhou o prêmio de Melhor Novo Artista em vários prêmios de cinema como o 39º Prêmio Cinematográfico de Hong Kong, o 28º Prêmio de Críticos de Cinema de Xangai, o 27º Prêmio Huading, o 35º Prêmio Hundred Flowers e o 14º Prêmio de Cinema Asiático por seu papel no filme Better Days. Em janeiro de 2018, foi convidado para participar da cerimônia do 60º Grammy Award em Nova Iorque como Embaixador da Música da Radio 101 e foi o músico chinês mais jovem a ser oficialmente convidado para a cerimônia.
De acordo com a Forbes China, Yee ficou em primeiro lugar na lista dos 100 celebridades chinesas em 2021 pelo segundo ano consecutivo. A lista leva em conta a influência e os ganhos dos artistas entre julho de 2020 e junho de 2021. Recebeu aclamação da crítica por sua atuação em Better Days (2019) e seu filme de 2020 A Little Red Flower foi um sucesso adicional.

## Filmografia

### Cinema
| Ano  | Título em inglês               | Título chinês      | Personagem         | Notas                |
| ---- | ------------------------------ | ------------------ | ------------------ | -------------------- |
| 2013 | Keep Up                        | 追上去             | Hsiao-chieh        | Curta-metragem       |
| 2013 | Snail                          | 蜗牛               | Changshu           | Curta-metragem       |
| 2015 | Pound of Flesh                 | 致命追击           |                    | Cameo                |
| 2015 | Mr. Six                        | 老炮儿             |                    | Cameo                |
| 2015 | The Little Prince              | 小王子             | Pequeno Príncipe   | Dublagem em mandarim |
| 2017 | GG Bond: Guarding              | 猪猪侠之英雄猪少年 | Homem misterioso   | Dublagem em mandarim |
| 2019 | Better Days                    | 少年的你           | Bei / Liu Bei Shan |                      |
| 2020 | A Little Red Flower            | 送你一朵小红花     | Wei Yihang         |                      |
| 2021 | Chinese Doctors                | 中国医生           | Yang Xiaoyang      | Cameo                |
| 2021 | The Battle at Lake Changjin    | 长津湖             | Wu Wanli           |                      |
| 2022 | Nice View                      | 奇迹·笨小孩        | Jing Hao           |                      |
| 2022 | The Battle at Lake Changjin II | 长津湖之水门桥     | Wu Wanli           |                      |
| 2022 | Hero                           | 世间有她           | Li Zhaohua         | Cameo                |
| 2023 | Full River Red                 | 满江红             | Sun Jun            |                      |
| 2024 | She's Got No Name              | 酱园弄             | Song               |                      |
| 2024 | Big World                      | 小小的我           | Liu Chunhe         |                      |
| 2025 | Resurrection                   | 狂野时代           |                    |                      |
| 2025 |                                | 蛮荒禁地           | Shen Xing          |                      |
| ASA  | Three Words                    | 三个字             | Daguang            |                      |

### Séries de televisão
| Ano  | Título em inglês            | Título chinês  | Personagem         | Notas |
| ---- | --------------------------- | -------------- | ------------------ | ----- |
| 2010 | Iron Pear                   | 铁梨花         | Zhang Jian (jovem) | [ 6 ] |
| 2011 | Super Equipment Kids        | 超装备小子     | Hsiang-Tzu         |       |
| 2016 | Love for Separation         | 小别离         | Song Yunzhe        | Cameo |
| 2016 | Noble Aspirations           | 青云志         | Xiao Qi            | Cameo |
| 2017 | Song of Phoenix             | 思美人         | Qu Yuan (jovem)    | Cameo |
| 2017 | Boy Hood                    | 我们的少年时代 | Yin Ke             |       |
| 2019 | The Longest Day in Chang'an | 长安十二时辰   | Li Bi              |       |
| 2020 | Forward Forever             | 热血同行       | Yi                 |       |

### Webséries
| Ano  | Título em inglês            | Título chinês    | Personagem                   | Notas |
| ---- | --------------------------- | ---------------- | ---------------------------- | ----- |
| 2013 | The Legend of Yunchu Temple | 云居寺传奇       | Fugui                        | [ 7 ] |
| 2014 | Hi-Tech Belle               | 高科技少女喵     | Irmão mais novo de Lee Kenan | Cameo |
| 2014 | Surprise 2ª Temporada       | 万万没想到第二季 |                              | Cameo |
| 2016 | Finding Soul                | 超少年密码       | Chen Haoxuan                 |       |

### Programas de variedades
| Ano  | Título em inglês                   | Título chinês  | Notas            |
| ---- | ---------------------------------- | -------------- | ---------------- |
| 2017 | Let Go of My Baby 2ª Temporada     | 放开我北鼻 2   | Membro do elenco |
| 2017 | The Inn                            | 亲爱的·客栈    | Convidado        |
| 2018 | Street Dance of China              | 这！就是街舞   | Capitão          |
| 2019 | Ice Hockey Hero                    | 大冰小将       | Membro do elenco |
| 2019 | Street Dance of China 2ª Temporada | 这！就是街舞 2 | Capitão          |
| 2020 | Welcome Back To Sound              | 朋友请听好     | Membro do elenco |

### Curta-metragens
| Ano  | Título em inglês               | Título chinês    | Personagem  |
| ---- | ------------------------------ | ---------------- | ----------- |
| 2013 | Catch                          | 追上去           | Jie         |
| 2013 | Snail                          | 蜗牛             | Zhang Shu   |
| 2016 | I am Your TFphone              | 我是你的TFphone  |             |
| 2017 | Memory Cleaner                 | 记忆清除者       | Yin Ke      |
| 2017 | The test of the cute master    | 萌主的考验       |             |
| 2018 | Dream a little dream of you    | -                |             |
| 2019 | A Self-inflicted Whistleblower | 痛打自己的告密者 | Sen         |
| 2021 | A Date with Snow and Ice       | 冰雪之约         |             |
| 2022 | New Year Delivery              | 新年快递         |             |
| 2023 | At the Fair                    | 在集市上         |             |
| 2023 | Unknown Animal                 | 未知动物         | Zhuang Zhou |
| 2024 | Memory                         | 记忆奇旅         | Sr. Yang    |

### Aparições em videoclipes
| Ano  | Título        | Título chinês | Cantor        |
| ---- | ------------- | ------------- | ------------- |
| 2013 | Father        | 爸爸          | Zhang Hohsuan |
| 2017 | Almost Famous | 成名在望      | Mayday        |